# Sigaus homerensis
Sigaus homerensis är en insektsart som beskrevs av Morris, S.J. 2003. Sigaus homerensis ingår i släktet Sigaus och familjen gräshoppor. Inga underarter finns listade i Catalogue of Life.

## Bildgalleri

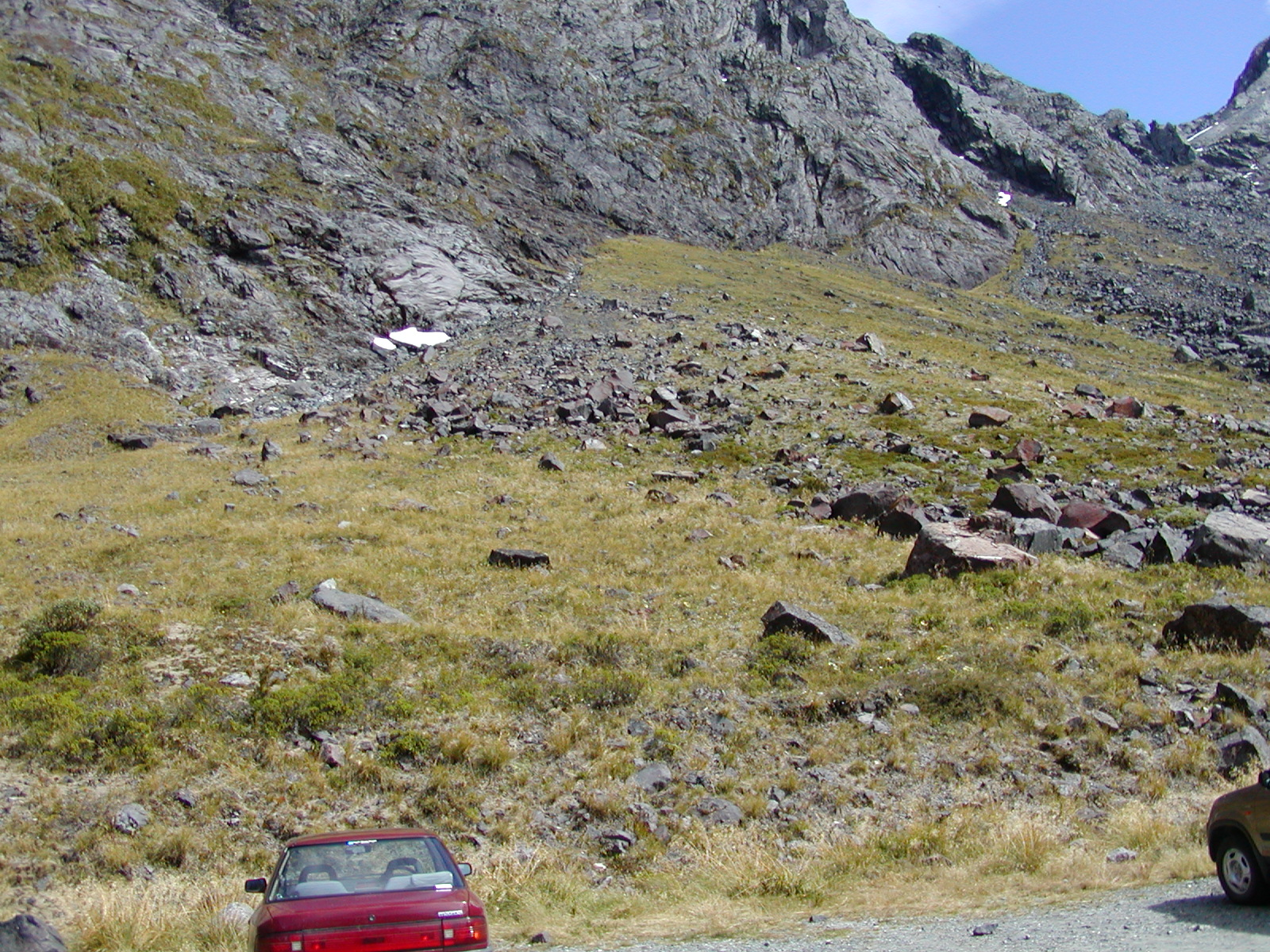
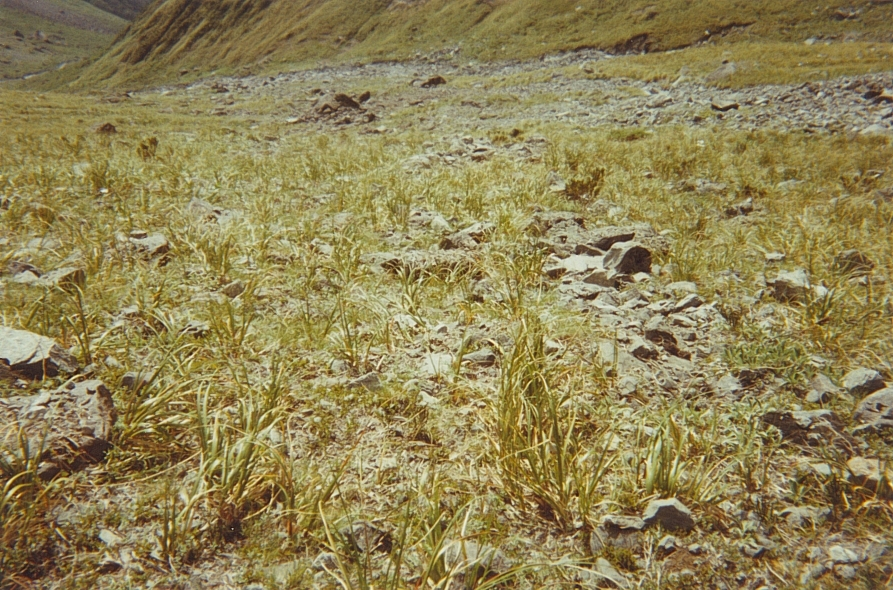
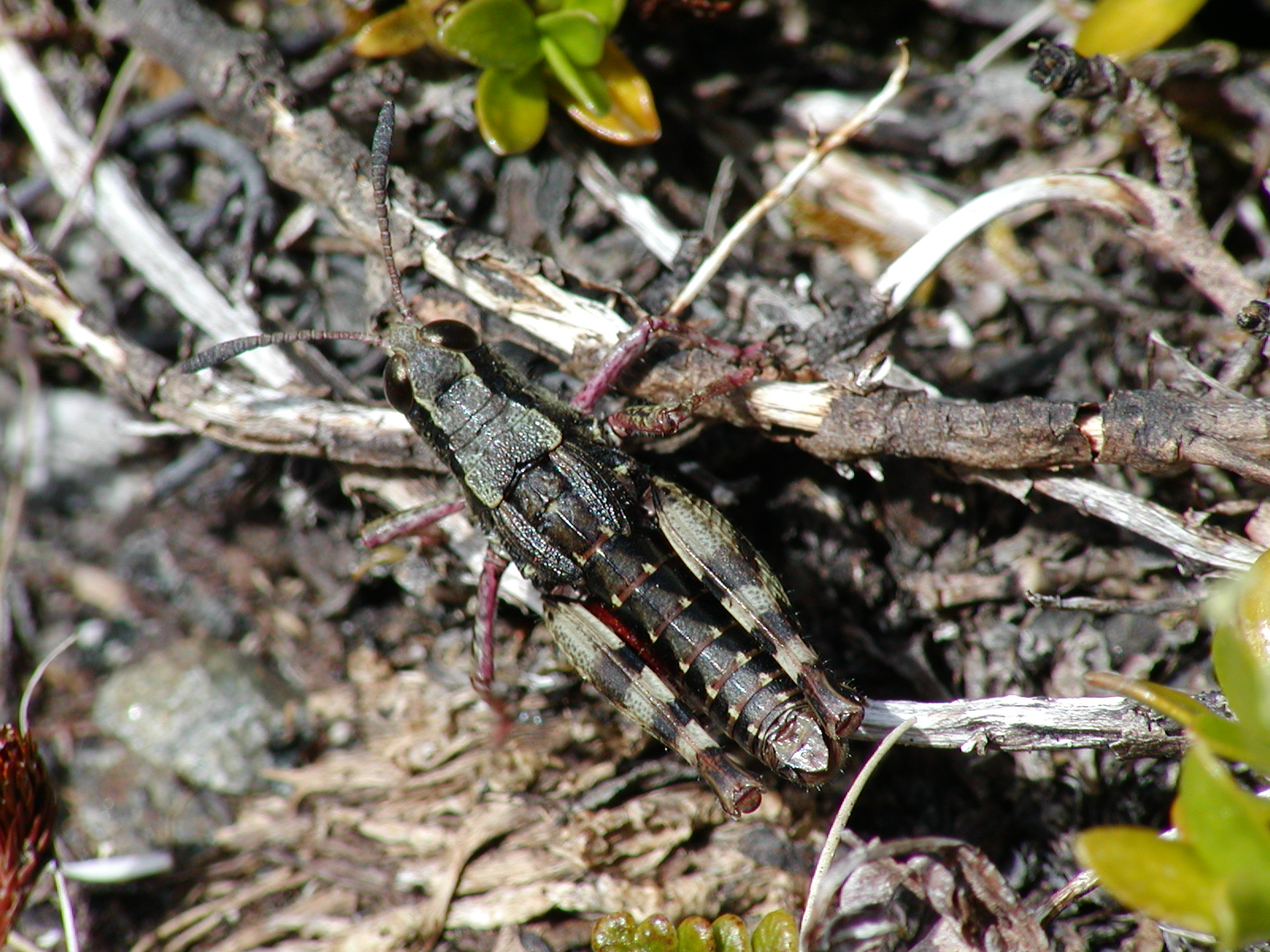